# Епархия Ойо
Епархия Ойо (лат. Dioecesis Oyoensis) — епархия Римско-Католической церкви c центром в городе Ойо, Нигерия. Епархия Ойо входит в митрополию Ибадана. Кафедральным собором епархии Ойо является церковь Успения Пресвятой Девы Марии.

## История
3 марта 1949 года Святой Престол учредил апостольскую префектуру Ойо, выделив её из апостольского викариата (сегодня — Архиепархия Лагоса).
18 января 1963 года Римский папа Иоанн XXIII издал буллу Sacrum Consilium, которой преобразовал апостольскую префектуру Ойо в епархию. В этот же день епархия Ойо вошла в митрополию Лагоса.
26 марта 1994 года епархия Ойо вошла в митрополию Ибадана.
3 марта 1995 года епархия Ойо передала часть своей теорритории новой епархии Осогбо.

## Ординарии епархии
- епископ Owen McCoy MAfr (1949—1973);
- епископ Julius Babatunde Adelakun (1973—2009);
- епископ Emmanuel Adetoyese Badejo (2009 — по настоящее время).

## Источник
- Annuario Pontificio, Libreria Editrice Vaticana, Città del Vaticano, 2003, ISBN 88-209-7422-3
- Булла Quo validius, AAS 41 (1949), стр. 433  (лат.)
- Булла Sacrum Consilium, AAS 56 (1964), стр. 240  (лат.)